# بارنز والیس
بارنز والیس (انگلیسی: Barnes Wallis; ۲۶ سپتامبر ۱۸۸۷ – ۳۰ اکتبر ۱۹۷۹) مهندس، مخترع، و فیزیک‌دان اهل بریتانیا بود.
وی همچنین برندهٔ جوایزی همچون همکار انجمن سلطنتی، مدال پادشاهی، مدال آلبرت، و شوالیه (عنوان) شده‌است.